# Campoplex hadrocerus
Campoplex hadrocerus là một loài tò vò trong họ Ichneumonidae.